# Maria Grazia Lacedelli
Maria Grazia Lacedelli in Constantini (Cortina d'Ampezzo, 15 gennaio 1943) è una giocatrice di curling italiana, atleta del Curling Club Olimpia.
Ha fatto parte della nazionale italiana di curling partecipando a 12 europei e 6 mondiali, vincendo una medaglia d'argento al campionato europeo di curling nel 1982. Ha fatto parte anche della nazionale italiana senior di curling, partecipando a due campionati mondiali senior.
Maria Grazia è stata più volte campionessa d'Italia.